# Spilosoma flavifrons
Spilosoma flavifrons là một loài bướm đêm thuộc phân họ Arctiinae, họ Erebidae.